# Дріоп
Дріоп (грец. Δρύοπας) — син річкового бога Сперхія й данаїди Полідори, епонім пелазгічного племені дріопів. За іншою версією, син Лікаона з Аркадії (або Аполлона) і Дії.